# Osedax
Osedax è un genere di anellidi policheti della famiglia Siboglinidae.
Studiati dall'etologo Robert Vrijenhoek, vivono negli abissi dell'Oceano Atlantico e si nutrono di ossa di cetacei. Il nome del genere, che deriva dal latino, significa appunto "mangiatore (edax) di ossa (os)".

## Descrizione
È forse uno dei casi più vistosi di dimorfismo sessuale riscontrabile in natura: la loro particolarità è l'enorme differenza fra le dimensioni delle femmine e quelle dei maschi; questi infatti sono talmente microscopici da vivere nelle tube dei vermi femmina, ridotti quindi a semplici fabbriche di spermatozoi.
L'estrema specializzazione di questa specie che si nutre soltanto delle carcasse che affondano nelle profondità oceaniche, è ancora un'incognita, in particolare è oggetto di studio come le uova e gli individui riescano a trovare le carcasse negli spazi immensi e relativamente deserti dei profondi fondali.

## Specie
- Osedax frankpressi
- Osedax rubiplumus
- Osedax mucofloris